# Озазио
Оза̀зио (на италиански: Osasio; на пиемонтски: Osas, Озаз) е село и община в Метрополен град Торино, регион Пиемонт, Северна Италия. Разположено е на 241 m надморска височина. Към 1 януари 2020 г. населението на общината е 911 души, от които 26 са чужди граждани.